# Auberteterus alternecoloratus
Auberteterus alternecoloratus är en stekelart som först beskrevs av Joseph Augustine Cushman 1929.  Auberteterus alternecoloratus ingår i släktet Auberteterus och familjen brokparasitsteklar. Inga underarter finns listade.